# Helmut Eschrig
Helmut Eschrig (* 2. Juli 1942 in Thierfeld; † 22. Februar 2012 in Dresden) war ein deutscher theoretischer Festkörperphysiker.

## Leben
Eschrig studierte Physik an der TU Dresden mit dem Diplom-Abschluss 1969 und der Promotion 1972. Ein zweites Doktorat entsprechend einer Habilitation erfolgte 1992. 1970 bis 1975 war er am Institut für Theoretische Physik der TU Dresden und danach am Zentralinstitut für Festkörperphysik und Werkstoffforschung in Dresden, aus dem nach der Wende das IFW (Leibniz-Institut für Festkörper- und Werkstoffforschung Dresden) wurde, dessen Gründungsdirektor Eschrig im August 1991 war, wie auch dessen wissenschaftlicher Direktor in den Jahren von 1998 bis 2008. Außerdem war er ab 2004 Direktor des Instituts für Theoretische Festkörperphysik am IFW. Ab 1992 hatte er den Lehrstuhl für Festkörperphysik an der TU Dresden und leitete 1992 bis 1998 die Arbeitsgruppe der Max-Planck-Gesellschaft Theorie komplexer und korrelierter Elektronensysteme an der TU Dresden.

## Wirken
Eschrig befasste sich insbesondere mit Dichtefunktionaltheorie und ihrer Anwendung in der Festkörperphysik (z. B. Magnetismus, stark korrelierte Systeme), Supraleitung und zum Beispiel Halbmetallen.
Im Jahr 1983 erhielt er die Max-von-Laue-Medaille der Akademie der Wissenschaften der DDR und wurde 2002 mit dem Max-Planck-Forschungspreis für Internationale Kooperation ausgezeichnet. Er war Mitglied der Leopoldina (2000) und der Sächsischen Akademie der Wissenschaften (2000) in Leipzig. Er war im Vorstandsrat der Deutschen Physikalischen Gesellschaft. Eschrig war Mitglied der Max-Planck-Gesellschaft und im wissenschaftlichen Rat des Max-Planck-Instituts für Mikrostrukturphysik in Halle (Vorsitz 1996 bis 2009), des Max-Planck-Instituts für die Physik komplexer Systeme in Dresden und er war auswärtiges Mitglied des Max-Planck-Instituts für Chemische Physik fester Stoffe in Dresden.
Ab 2007 war er Mitherausgeber des European Journal of Physics B und 1992 bis 2005 von Solid State Communications.

## Schriften
- Optimized LCAO method and the electronic structure of extended systems, Akademie Verlag, Springer Verlag 1988
- The particle world of condensed matter, Edition am Gutenbergplatz, Leipzig 2005
- Fundamentals of Density Functional Theory, Teubner Verlag 1996, 2. Auflage Edition am Gutenbergplatz, Leipzig 2003
- mit M. Richter, I. Opahle Relativistic solid state calculations, in P.Schwerdtfeger (Hrsg.) Relativistic electronic structure, Elsevier 2004
- Topology and Geometry for Physics, Lecture Notes in Physics, Vol. 822, Springer 2011